# Working in the Backroom
Working in the Backroom è il sesto album del musicista britannico Howard Jones, pubblicato dall'etichetta discografica di proprietà di Jones, dTox Records, nel 1994.

## Tracce
1. Cathedral of Chutai Excerpt – 1:19
2. Cookin' in the Kitchen – 4:58
3. Over & Above – 4:48
4. You Are Beautiful to Me – 4:52
5. Left No Evidence – 4:09
6. You Can Say It's All Over – 5:27
7. Don't Get Me Wrong – 7:10
8. Blue – 4:23
9. Egypt Love Trance – 5:20
10. Cathedral of Chutai – 4:05